# أندري فلاد
أندري فلاد (بالرومانية: Andrei Vlad) (15 أبريل 1999 بترجوفيشت في رومانيا - ) هو لاعب كرة قدم روماني في مركز حراسة المرمى. شارك مع منتخب رومانيا تحت 17 سنة لكرة القدم ومنتخب رومانيا تحت 19 سنة لكرة القدم. أما مع النوادي، فقد لعب مع نادي ستيوا بوخارست ونادي يونيفيرسيتاتيا كرايوفا.

## وصلات خارجية
- أندري فلاد على موقع الاتحاد الأوربي (الإنجليزية)
- أندري فلاد على موقع قاعدة بيانات كرة القدم.إي يو (الإنجليزية)
- أندري فلاد على موقع بيانات كرة القدم. دي إي (الألمانية)
- أندري فلاد على موقع ناشيونال فوتبول تيمز (الإنجليزية)
- أندري فلاد على موقع Soccerway.com (الإنجليزية)
- أندري فلاد على موقع عالم كرة القدم.نت (الإنجليزية)